# Doggerbank
Doggerbank este o arie protejată (sit de importanță comunitară — SCI) din Germania întinsă pe o suprafață de 169.895 ha, integral marine.

## Localizare
Centrul sitului Doggerbank este situat la coordonatele 55°35′45″N 4°10′03″E / 55.5958°N 4.1675°E.

## Înființare
Situl Doggerbank a fost declarat sit de importanță comunitară în mai 2004 pentru a proteja 7 specii de animale.

## Biodiversitate
Situată în ecoregiunea atlantică, aria protejată conține 1 habitat natural: Bancuri de nisip acoperite în permanență slab de apă marină.
La baza desemnării sitului se află mai multe specii protejate:
- păsări (5): Fulmarus glacialis, Larus fuscus intermedius, sula bassana (Morus bassanus), Rissa tridactyla, Uria aalge aalge
- mamifere (2): focă obișnuită (Phoca vitulina), marsuin (Phocoena phocoena)

Pe lângă speciile protejate, pe teritoriul sitului au mai fost identificate 42 de specii de nevertebrate, 1 specie de pești.